# 権太坂
権太坂（ごんたさか/ごんたざか、英語: Gonta Slope）は、神奈川県横浜市保土ケ谷区にある旧東海道の坂の名称、また保土ケ谷区にある町名の一つである。現行行政地名は権太坂一丁目から権太坂三丁目で、住居表示実施済み区域。旧東海道を東京から西へ向かう際、最初の急勾配として知られる。権太坂（一番坂・二番坂）、焼餅坂、品濃坂と坂道が続き、旅の難所であった。
年始に行われる箱根駅伝では、旧東海道の権太坂は通らないが、付近の国道1号の坂を権太坂と称し、往路2区の難所として位置づけられている。律令国制における武蔵国、相模国の境界でもあった。

## 地理
地名としての権太坂は、横浜市保土ヶ谷区の南西部に位置し、北から順に一丁目から三丁目に分かれている。一丁目は丘陵を開発した宅地が整然と並ぶ。三丁目は国道1号沿いに商業施設もみられ、その内側に住宅地が広がっている。

### 地価
住宅地の地価は2025年（令和7年）1月1日に公表された公示地価によれば権太坂1-24-6の地点で18万6000円/m²となっている。

### 面積
面積は以下の通りである。
| 丁目         | 面積（km²） |
| ------------ | ----------- |
| 権太坂一丁目 | 0.338       |
| 権太坂二丁目 | 0.177       |
| 権太坂三丁目 | 0.200       |
| 計           | 0.715       |

## 歴史

### 名称の由来
現地には横浜市教育委員会による説明板が設置されており、『新編武蔵風土記稿』にある記述として、「旅人が耳の遠い老人に坂の名を尋ねたところ、自分の名を聞かれたと思った老人が『権太』と答えた」のが由来であるとしている。また一説に、坂の改修工事を手がけた藤田権左衛門の名にちなむともいう。

### 沿革
坂の沿革
- 1659年10月1日（万治2年8月15日）：藤田権左衛門が鍬入れした日。代官藤原の指図により二番坂より下側を建設する。
- 1660年（万治3年）：完成。

町の沿革
- 1940年（昭和15年）11月1日：保土ケ谷町字新開野、和倉など20の字の区域をもって権太坂を新設する。
- 1966年（昭和41年）11月1日：飛地整理に伴い南区六ツ川町、最戸町の一部を編入する[8]。
- 1981年（昭和56年）7月13日：住居表示の実施（保土ケ谷区権太坂・法泉等地区[9]）に伴い、権太坂一丁目から三丁目を設置、権太坂の残部は境木本町、初音ケ丘、法泉一丁目、法泉三丁目に編入され廃止される[10]。

### 町名の変遷
| 実施後       | 実施年月日                | 実施前（各町名ともその一部）               |
| ------------ | ------------------------- | ------------------------------------------ |
| 権太坂一丁目 | 2020年（令和2年）10月19日 | 狩場町、権太坂、保土ケ谷町（一部）         |
| 権太坂二丁目 | 2020年（令和2年）10月19日 | 狩場町、権太坂（各一部）                   |
| 権太坂三丁目 | 2020年（令和2年）10月19日 | 狩場町、権太坂、南区六ツ川三丁目（各一部） |

## 世帯数と人口
2025年（令和7年）6月30日現在（横浜市発表）の世帯数と人口は以下の通りである。
| 丁目         | 世帯数    | 人口    |
| ------------ | --------- | ------- |
| 権太坂一丁目 | 1,452世帯 | 3,064人 |
| 権太坂二丁目 | 843世帯   | 1,923人 |
| 権太坂三丁目 | 1,685世帯 | 3,600人 |
| 計           | 3,980世帯 | 8,587人 |

### 人口の変遷
国勢調査による人口の推移。
| 年                 | 人口  |
| ------------------ | ----- |
| 1995年（平成7年）  | 8,166 |
| 2000年（平成12年） | 8,243 |
| 2005年（平成17年） | 8,497 |
| 2010年（平成22年） | 8,713 |
| 2015年（平成27年） | 8,522 |
| 2020年（令和2年）  | 8,276 |

### 世帯数の変遷
国勢調査による世帯数の推移。
| 年                 | 世帯数 |
| ------------------ | ------ |
| 1995年（平成7年）  | 2,896  |
| 2000年（平成12年） | 2,983  |
| 2005年（平成17年） | 3,148  |
| 2010年（平成22年） | 3,372  |
| 2015年（平成27年） | 3,372  |
| 2020年（令和2年）  | 3,461  |

## 学区
市立小・中学校に通う場合、学区は以下の通りとなる（2024年11月時点）。
| 丁目         | 番地                 | 小学校               | 中学校             |
| ------------ | -------------------- | -------------------- | ------------------ |
| 権太坂一丁目 | 1〜46番              | 横浜市立権太坂小学校 | 横浜市立境木中学校 |
| 権太坂一丁目 | 47〜53番             | 横浜市立境木小学校   | 横浜市立境木中学校 |
| 権太坂二丁目 | 22〜26番             | 横浜市立境木小学校   | 横浜市立境木中学校 |
| 権太坂二丁目 | 1〜21番              | 横浜市立権太坂小学校 | 横浜市立境木中学校 |
| 権太坂三丁目 | 1番〜8番20号 9〜16番 | 横浜市立権太坂小学校 | 横浜市立境木中学校 |
| 権太坂三丁目 | 8番21〜34号 17〜34番 | 横浜市立境木小学校   | 横浜市立境木中学校 |

## 事業所
2021年（令和3年）現在の経済センサス調査による事業所数と従業員数は以下の通りである。
| 丁目         | 事業所数  | 従業員数 |
| ------------ | --------- | -------- |
| 権太坂一丁目 | 45事業所  | 405人    |
| 権太坂二丁目 | 33事業所  | 269人    |
| 権太坂三丁目 | 36事業所  | 657人    |
| 計           | 114事業所 | 1,331人  |

### 事業者数の変遷
経済センサスによる事業所数の推移。
| 年                 | 事業者数 |
| ------------------ | -------- |
| 2016年（平成28年） | 117      |
| 2021年（令和3年）  | 114      |

### 従業員数の変遷
経済センサスによる従業員数の推移。
| 年                 | 従業員数 |
| ------------------ | -------- |
| 2016年（平成28年） | 996      |
| 2021年（令和3年）  | 1,331    |

## 周辺
（坂の下から）
- 神奈川県立光陵高等学校
- 横浜市立権太坂小学校
- 投込塚（死んだ旅人を投げ込んだ塚）

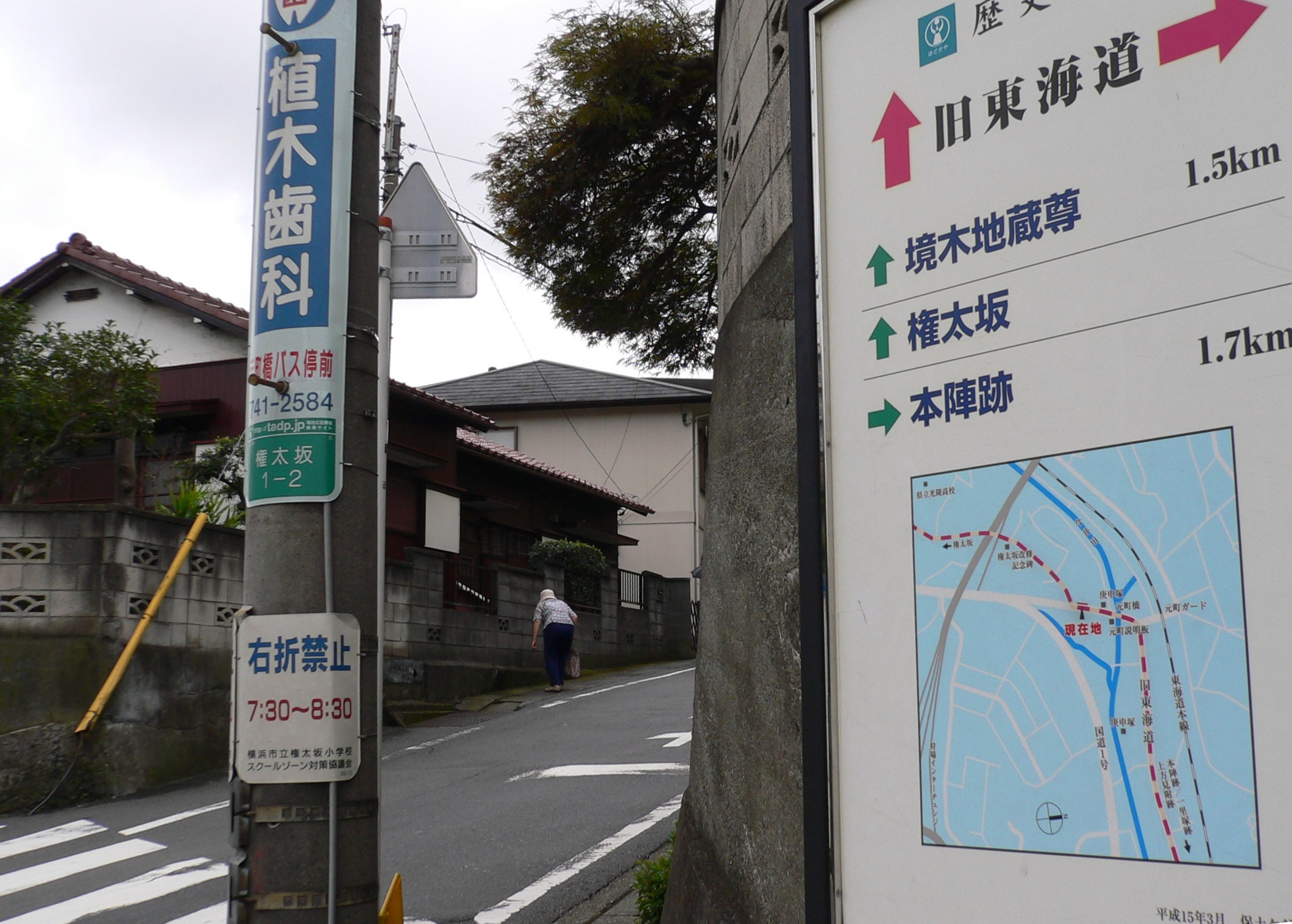
旧東海道権太坂入口
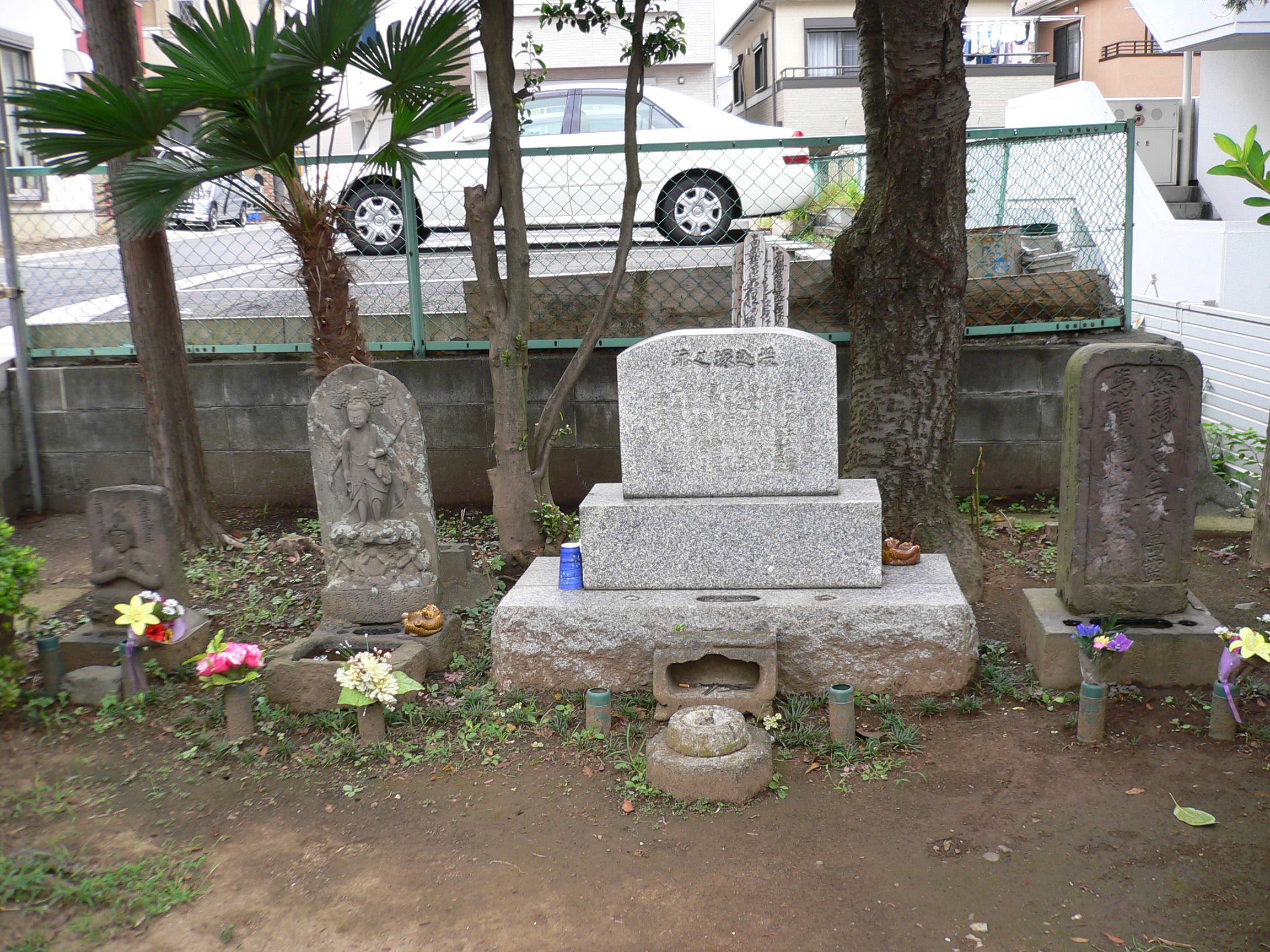
投込塚
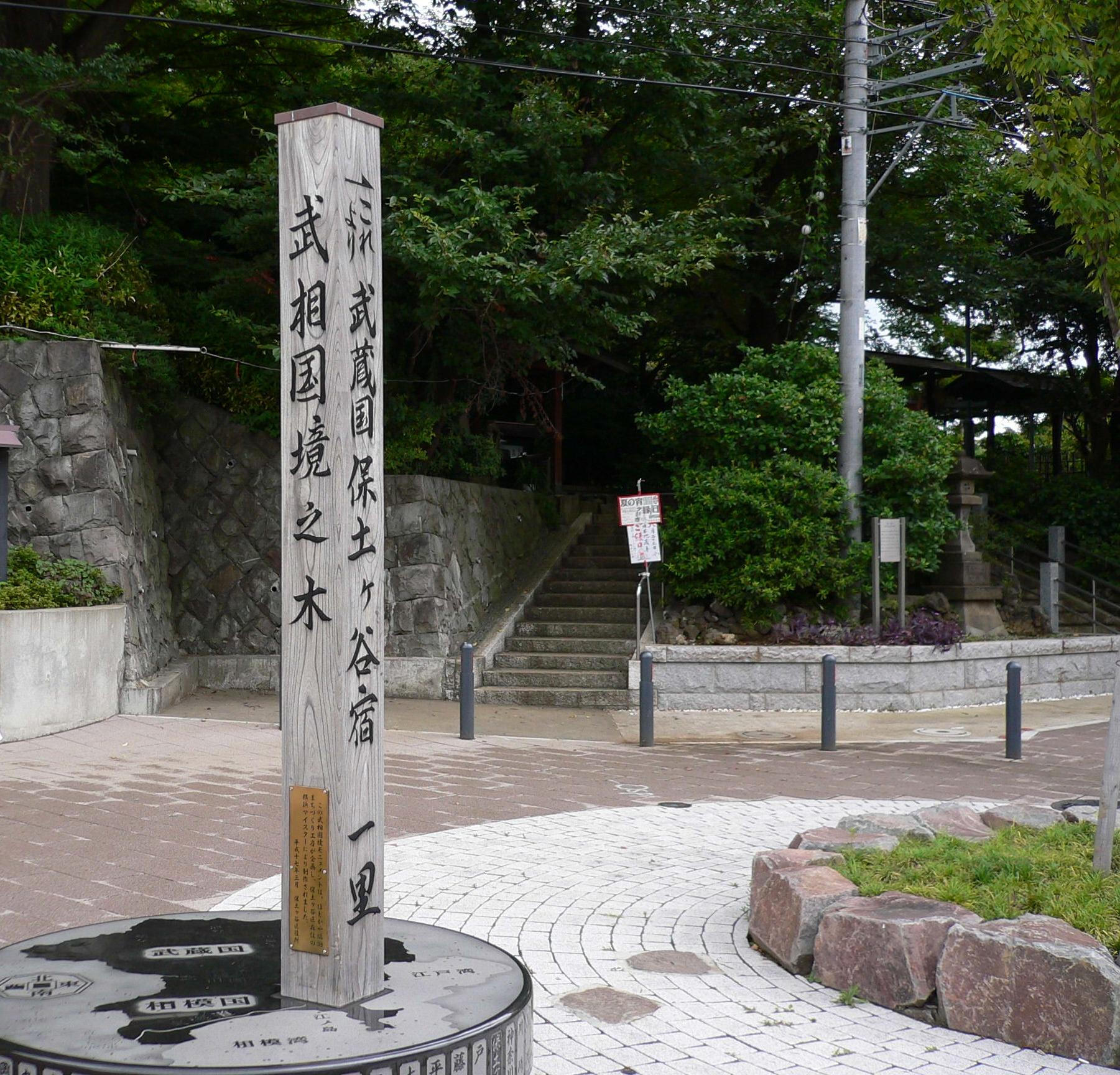
横浜市立境木中学校、横浜市立境木小学校
- 境木地蔵尊（武蔵国と相模国の国境）

（旧東海道沿線以外）
- 神奈川県立保土ケ谷支援学校
- 権太坂スクエア
- サミット権太坂スクエア店

- 旧東海道権太坂入口
北緯35度26分44秒 東経139度34分41秒 / 北緯35.44556度 東経139.57806度
- 投込塚
北緯35度26分13秒 東経139度34分10秒 / 北緯35.43694度 東経139.56944度
- 境木の国境
北緯35度26分12秒 東経139度34分01秒 / 北緯35.43667度 東経139.56694度

## その他

### 日本郵便
- 郵便番号 : 240-0026[3]（集配局：保土ヶ谷郵便局[20]）

### 警察
町内の警察の管轄区域は以下の通りである。
| 丁目         | 番・番地等 | 警察署         | 交番・駐在所 |
| ------------ | ---------- | -------------- | ------------ |
| 権太坂一丁目 | 全域       | 保土ケ谷警察署 | 元町橋交番   |
| 権太坂二丁目 | 全域       | 保土ケ谷警察署 | 元町橋交番   |
| 権太坂三丁目 | 全域       | 保土ケ谷警察署 | 元町橋交番   |

## 関連文献
- 斎藤長秋 編「巻之二 天璇之部 品野坂（権太坂）」『江戸名所図会』 一、有朋堂書店、1927年、580-582頁。NDLJP:1174130/296。
- “横浜市町区域要覧” (PDF).   横浜市市民局 (2016年6月). 2023年6月6日閲覧。